# Autostrada A7
La Autostrada A7 (conocida también como Autostrada Serravalle) es una autopista italiana que conecta Génova con Milán.
Está administrada por dos concesionarias: el tramo Génova-Serravalle es competencia de la empresa Autostrade per l'Italia S.p.A, y el tramo Serravalle-Milán, de la Milano Serravalle - Milano Tangenziali, empresa que también administra las carreteras de circunvalación milanesas (llamadas en italiano tangenziali, tangenciales) A50-A51-A52 y la carretera de circunvalación de Pavía.
El tramo Génova-Serravalle fue inaugurado en octubre de 1935 y se convirtió en la vía más rápida en conectar la ciudad ligur y el mar con Milán y Turín.

## Recorrido

Trazado de la A7

El tramo inicial de la autopista comienza en territorio ligur en dirección al Passo dei Giovi, al que se llega por un empinado recorrido, lleno de curvas peligrosas y de numerosos túneles. Una particularidad de esta parte de la autopista es que los dos carriles no discurren paralelos, a causa de la morfología del terreno. El trayecto en pendiente hacia Génova es mucho más curvilíneo con respecto al trayecto opuesto, ya que deriva de la vieja carretera Génova-Serravalle, mientras que el otro carril ha sido construido más recientemente.
La segunda parte del trayecto se desarrolla en parte en territorio piamontés, atravesando la provincia de Alessandria. Poco después de Serravalle Scrivia acaba el recorrido montañoso y, a la altura de Tortona, se encuentra el enlace con la Autostrada A26 (Voltri-Gravellona Toce) y poco después, la intersección con la Autostrada A21 (Turín-Brescia). A la altura de Casei Gerola entra en la provincia de Pavía, ya en territorio lombardo, y continúa su curso casi rectilíneo hasta Milán. A las puertas de la ciudad, en el municipio de Assago, se encuentra la explanada de peaje (barriera) de Milán Oeste, justo antes de cruzar la Tangenziale Ovest.
Después de cruzar el peaje de Milán Oeste comienza el tramo urbano de la A7, es decir, se une con las calles ordinarias a través de enlaces libres.
La autopista acaba con los imponentes enlaces elevados en las inmediaciones de la Piazza Maggi de Milán.

## Curiosidades
- En esta autopista existen carriles específicos, en la salida hacia Milán, destinados al tránsito de motocicletas, caso casi único en el panorama italiano.
- Los últimos dos kilómetros, antes de llegar a la Piazza Maggi de Milán, no se identifican con números, sino con las letras A. y B.